# Östen Lundborg

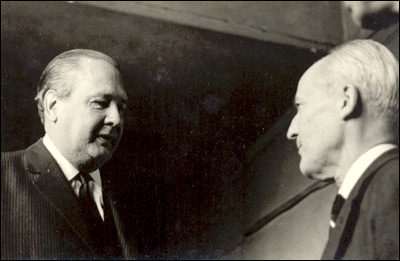
Östen Lundborg (vänster) och Luis Federico Leloir 1970.

Lennart Östen Matheus Lundborg, född 2 augusti 1909 i Åhus, Kristianstads län, död 1 juli 1994 i Lund, var en svensk diplomat.

## Biografi
Efter studentexamen i Kristianstad 1927 blev han filosofie kandidat vid Lunds universitet 1929 och juris kandidat där 1934. Lundborg blev attaché vid Utrikesdepartementet (UD) 1934 och var andre legationssekreterare i Bern 1939, andre sekreterare vid UD 1940, förste sekreterare 1941 och tillförordnad byråchef vid politiska avdelningen 1945. Han var därefter legationsråd i London 1947, byråchef vid UD 1951, legationsråd och tillförordnad chargé d’affaires i Budapest 1953–1956, sändebud i Tel Aviv 1956-1960, generalkonsul i Berlin 1960, ambassadör i Buenos Aires och Asunción 1964–1972 samt i Ankara 1973–1975.
Han gick på Försvarshögskolan 1952 och var ledamot av repatrieringskommissionen 1945 och sekreterare vid utrikesutskottet 1944–1947. Lundborg var sekreterare vid svenska delegationen i NF:s och FN:s generalförsamling 1946, ordförande för Sveriges föreläsnings- och skolförening i London 1948–1951, svensk medlare vid Neutrala nationernas övervakningskommission i Korea 1955–1956, av HA utsedd styrelseledamot av Internationella arkeologiska institutet i Jerusalem 1956–1957, ledamot av kyrkorådet Svenska Victoriaförsamlingen i Berlin 1960 och inspektör svenska skolan i Berlin 1960, samt ledamot av Svenska Forskningsinstitutet i Istanbul 1973–1975.
Lundborg var son till kontraktsprosten och  docenten Matheus Lundborg och Henriette Edman. Han gifte sig 1938 med Adéle Reuterswärd (1914–1983), dotter till generallöjtnant Pontus Reuterswärd och Eva Uggla. Han var far till Christina (född 1940) och Bengt (född 1945).

## Utmärkelser
- Riddare av Nordstjärneorden (RNO), 1949[3]
- Kommendör av Nordstjärneorden (KSO), 1963[4]
- Kommendör av första klassen av Nordstjärneorden (KSO1kl), 1967[5]
- Kommendör av Grekiska Fenixorden (KGrFenO)[1]
- Officer av Nederländska Oranien-Nassauorden (OffNedONO)[1]
- Officer av Tyska örnens orden (OffTyskÖO)[1]
- Sjukvårdssilvermedalj (SMsjv)[1]